# Николай (Дробязгин)
Архимандрит Николай (в миру Леонид Аркадьевич Дробязгин; 1855, Таврическая губерния — 1924, Киев) — российский военнослужащий, потомственный дворянин, позднее священнослужитель Русской православной церкви, архимандрит, миссионер.

## Биография
Родился в 1855 году в Таврической губернии в семье потомственных дворян.
Окончил юнкерский класс Морского кадетского корпуса в городе Николаеве Таврической губернии и минный офицерский класс Морского кадетского корпуса в городе Кронштадта Санкт-Петербургской губернии. 30 апреля 1877 года приказом контр-адмирала Алексея Павловича Епанчина произведён в гардемарины.
Будучи морским офицером, увлекался оккультным мистицизмом, был редактором оккультного журнала «Ребус».
В звании капитана 2-го ранга, познакомился с Иоанном Кронштадтским, вступил в переписку с Феофаном Затворником и избирает себе духовным отцом схиархимандрита Илиодора (Голованицкого) из Глинской пустыни. В звании капитана 1-го ранга оставил военную карьеру.
2 ноября 1896 года в Александро-Невской лавре был пострижен в монашество с наречением имени Николай, 10 ноября рукоположен в сан иеродиакона, а 18 ноября — в сан иеромонаха.
В 1897 году был назначен в состав Русской духовной миссии в Пекине, а в 1900 годы — в состав Русской духовной миссии в Иерусалиме. 12 мая 1902 года награждён палицей.
5 марта 1903 года назначен настоятелем Кавказского Николаевского миссионерского монастыря близ станицы Кавказская. 25 августа 1903 года возведён в достоинство архимандрита.
22 января 1904 года назначен настоятелем Николо-Бабаевского монастыря Костромской епархии и заведующим церковно-приходской школой, действующей при обители. 24 октября 1903 года стал действительным членом Костромской губернской ученой архивной комиссии, которой 31 января 1904 года пожертвовал 127 старинных монет. Был корреспондентом Костромских епархиальных ведомостей.
С 1906 по 1911 годы был назначен настоятелем посольской Александро-Невской церкви в Тегеране.
С 1912 по 1914 годы был настоятелем Преображенской церкви в Баден-Бадене и церкви Карлсруэ, но с началом Первой мировой войны вынужден был покинуть Германию.
С марта 1914 по июнь 1915 годов был настоятелем посольской Никольской церкви в Софии.
В 1917 году оказался в Киеве, где проживал в Киево-Печерской лавре.
Осенью 1924 года был найден в своей келье убитым «неизвестными лицами». По мнению американского писателя-иеромонаха Серафима (Роуза), был убит кинжалом с особой рукояткой, свидетельствовавшим об оккультном убийстве. Похоронен на кладбище Дальних пещер Киево-Печерской лавры.

## Семья
- Отец — Аркадий Осипович Дробязгин, дворянин, служил с 1839 года в по ведомству министерства финансов, был председателем самарской Казённой палаты; действительный статский советник (с 1872), губернатор Харькова, предводитель дворянства.
- Мать (урождённая Акимова), была старшей сестрой председателя Государственного Совета Михаила Акимова.
- Брат — Сергей Аркадьевич (1868—1917), генерал-майор.
- Брат — Владимир Аркадьевич (30.3.1870 — †21.2.1903), выпускник Императорского училища правоведения (1892[6]), коллежский советник; помощник юрисконсульта Главного управления неокладных сборов Министерства финансов. Похоронен на кладбище Кокад (№ 640), в Ницце.